# Classificazione Vallée
La Classificazione Vallée è un sistema di classificazione delle osservazioni di UFO creato dall'ufologo francese Jacques Vallée. È spesso preferito alla classificazione Hynek perché più precisa.

## Primo sistema
È stato elaborato nel 1966 ed è composto da cinque tipi divisi a loro volta in sottotipi.

### Tipo I
Osservazione di un oggetto insolito, a forma di sfera, disco o altra forma geometrica, situato nei pressi del suolo (all'altezza degli alberi o più in basso), al quale possono essere associate delle tracce o degli effetti termici, luminosi o meccanici.
- a- Al suolo o nei pressi del suolo
- b- Vicino ad un posto con acqua
- c- Gli occupanti dell'UFO mostrano interesse verso i testimoni facendo gesti o segnali luminosi
- d- L'UFO sembra controllare un veicolo terrestre

### Tipo II
Osservazione di un oggetto insolito di forma verticale o cilindrica nel cielo, associato ad un alone nebuloso. Si danno a questo fenomeno diversi nomi, come "sigaro nebuloso" o "sfera nebulosa".
- a- Con movimenti irregolari nel cielo
- b- Oggetto stazionario che "genera" altri oggetti (oggetti satelliti)
- c- Oggetto circondato da altri oggetti

### Tipo III
Osservazione di un oggetto insolito di forma sferica, discoidale o ellittica, stazionario nel cielo.
- a- Alternanza di periodi di movimento e periodi stazionari, con movimento a "foglia morta"
- b- Interruzione di un volo continuo, poi ripresa del movimento
- c- Cambiamento di apparenza durante lo stazionamento
- d- "Combattimento aereo" o carica verso altri oggetti
- e- Traiettoria modificata durante un volo continuo per volare lentamente intorno a certe zone o per cambiare improvvisamente direzione

### Tipo IV
Osservazione di un oggetto insolito in volo continuo.
- a- Volo continuo
- b- Traiettoria modificata verso un mezzo convenzionale vicino
- c- Volo in formazione
- d- Traiettoria a su e giù o a zigzag.

### Tipo V
Osservazione di un oggetto insolito di apparenza indistinta, che appare come un oggetto che non è interamente solido o materiale.
- a- Diametro apparente ampio, sorgente luminosa non definita
- b- Oggetto simile ad una stella, immobile durante lunghi periodi
- c- Oggetti simili a stelle che attraversano il cielo, eventualmente secondo traiettorie particolari

## Secondo sistema
Nel 1990 Vallée ha proposto un nuovo sistema di classificazione, più completo, che tiene conto della classificazione di Hynek. Il nuovo sistema permette di classificare non solo gli UFO, ma anche i fenomeni paranormali.

### Anomalie
- Tipo I: Osservazioni- luci o esplosioni misteriose
- Tipo II: Effetti fisici- poltergeist, cerchi nel grano
- Tipo III: Entità- fantasmi, extraterrestri, animali criptozoologici (Yeti, mostro di Loch Ness, ecc.)
- Tipo IV: Trasformazioni della realtà- esperienze ai confini della morte, allucinazioni o visioni di carattere religioso
- Tipo V: Ferite o morte- stigmate, combustione umana spontanea, ecc.

### Volo ravvicinato
- Tipo I: Osservazioni-Traiettoria continua dell'UFO
- Tipo II: Effetti fisici- l'UFO lascia una traccia fisica
- Tipo III: Entità- Osservazione di esseri
- Tipo IV: Trasformazione della realtà- i testimoni hanno l'impressione di una deformazione della realtà
- Tipo V: Ferite o morte- ferite o morte causate dall'UFO

### Manovre
- Tipo I: Osservazioni- Traiettorie discontinue dell'UFO
- Tipo II: Effetti fisici- L'UFO lascia una traccia fisica
- Tipo III: Entità- Osservazione di esseri
- Tipo IV: Trasformazione della realtà- i testimoni hanno l'impressione di una deformazione della realtà
- Tipo V: Ferite o morte- ferite o morte causate dall'UFO

### Incontro ravvicinato
- Tipo I: L'UFO è vicino
- Tipo II: Effetti fisici- l'UFO lascia una traccia fisica
- Tipo III: Entità- Osservazione di esseri
- Tipo IV: Trasformazione della realtà- rapimento
- Tipo V: Ferite o morte- ferite o morte causate dall'UFO